# CDブレーラFS
CDブレーラFS (Club Deportivo Burela Fútbol Sala) は、スペイン・ガリシア州ルーゴ県ブレーラに本拠地を置くフットサルクラブ。1,040人収容のパベジョン・ビスタ・アレグレをホームアリーナとしている。男子チームと女子チームを有しており、女子チームにはフットサル日本女子代表の中島詩織などが在籍していた。名誉会員にはサッカーブラジル代表のロナウジーニョ、サッカースペイン代表のフラン、自転車競技選手のオスカル・ペレイロなどがいる。

## 歴史
2001年9月にア・マリーニャFSから分割される形で設立された。

### 男子チーム
男子チームは2011-12シーズン終了後にプリメーラ・ディビシオン（1部）に昇格し、2013-14シーズンはレギュラーシーズンで7位となってプレーオフに初出場した。2016-17シーズン終了後にセグンダ・ディビシオン（2部）降格となった。2017-18シーズンの男子チームはセグンダ・ディビシオン（2部）に所属している。

### 女子チーム
女子チームは2009-10シーズン終了後にプリメーラ・ディビシオン・フェミニーナに昇格し、2012-13シーズンにはプリメーラ・ディビシオンと国内カップ戦の2冠を達成した。2014年にはフットサル日本女子代表の中島詩織が加入し、2017年まで在籍した。2015-16シーズンにはプリメーラ・ディビシオンで2度目の優勝を飾った。2017-18シーズンの女子チームはプリメーラ・ディビシオン・フェミニーナ（1部）に所属している。

## スポンサー
- 2001-2002 コンセルバス・デ・ブレーラ (Conservas de Burela)
- 2002-現在 ペスカドス・ルベン (Pescados Rubén)

## 成績

### 男子チーム
| シーズン | 部 | リーグ      | 順位          | 備考 |
| -------- | -- | ----------- | ------------- | ---- |
| 2001-02  | 4  | ナシオナルB | 2位           | 昇格 |
| 2002-03  | 3  | ナシオナルA | 2位           | 昇格 |
| 2003-04  | 2  | プラータ    | 6位           |      |
| 2004-05  | 2  | プラータ    | 2位           |      |
| 2005-06  | 2  | プラータ    | 3位           |      |
| 2006-07  | 2  | プラータ    | 4位           |      |
| 2007-08  | 2  | プラータ    | 5位           |      |
| 2008-09  | 2  | プラータ    | 3位           |      |
| 2009–10  | 2  | プラータ    | 2位           |      |
| 2010–11  | 2  | プラータ    | 5位           |      |
| 2011–12  | 2  | セグンダ    | 9位           | 昇格 |
| 2012–13  | 1  | プリメーラ  | 12位          |      |
| 2013–14  | 1  | プリメーラ  | 7位 / ベスト8 |      |
| 2014–15  | 1  | プリメーラ  | 9位           |      |
| 2015–16  | 1  | プリメーラ  | 9位           |      |
| 2016–17  | 1  | プリメーラ  | 15位          | 降格 |
| 2017–18  | 2  | プラータ    |               |      |

### 女子チーム
| シーズン | 部 | リーグ     | 順位 | 備考 |
| -------- | -- | ---------- | ---- | ---- |
| 2009-10  | 2  | プラータ   |      | 昇格 |
| 2010–11  | 1  | プリメーラ | 4位  |      |
| 2011–12  | 1  | プリメーラ | 3位  |      |
| 2012–13  | 1  | プリメーラ | 1位  | 優勝 |
| 2013–14  | 1  | プリメーラ | 2位  |      |
| 2014–15  | 1  | プリメーラ | 3位  |      |
| 2015–16  | 1  | プリメーラ | 1位  | 優勝 |
| 2016–17  | 1  | プリメーラ | 4位  |      |
| 2017–18  | 1  | プリメーラ |      |      |

## タイトル

### 女子チーム
- プリメーラ・ディビシオン・フェミニーナ（英語版） (2) : 2012-13, 2015-16
- 国内カップ : 2012-13

## 歴代所属選手

### 女子チーム
- 2014-2017  中島詩織